# Mossàrabs

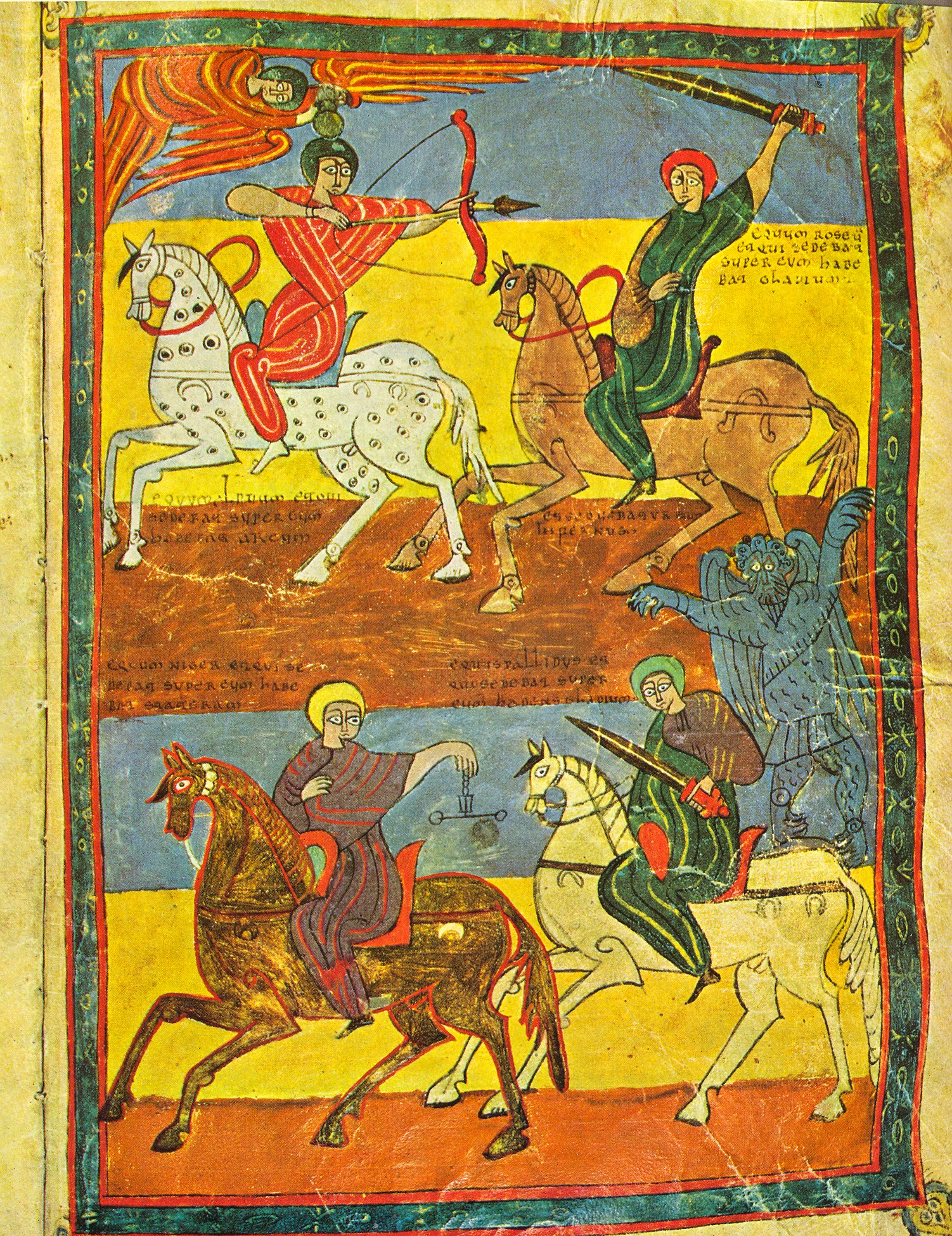
Pàgina del Beat de Valladolid, representant l'Apocalipsi (segle X)

Els mossàrabs (de l'àrab مستعرب, mustaʿrab, ‘arabitzat’) foren els cristians ibèrics que visqueren sota domini musulmà a l'Àndalus. Després de la conquesta islàmica, se'ls va permetre mantenir la religió a canvi de certes obligacions com pagar alguns impostos específics o no estendre la seva fe. Tot i el respecte que, com a dhimmís, mereixien, en algunes ocasions van ser discriminats. A la llarga, esdevingueren majoritàriament fluids en àrab i adoptaren elements de la cultura àrab. Els vernacles romànics locals, molt impregnats per l'àrab, parlat per cristians i musulmans, també han estat coneguts com a llengua mossàrab. Els mossàrabs eren majoritàriament catòlics romans del ritu hispà, conegut després com a ritu mossàrab.
La majoria dels mossàrabs eren descendents de cristians hispans i eren principalment parlants de mossàrab (llatí tardà d'Iberia). També incloïen aquells membres de l'antiga elit governant visigòtica que no es convertia a l'islam o emigrà cap al nord després de la conquesta musulmana.
Alguns eren cristians àrabs i berebers, juntament amb conversos musulmans al cristianisme que, com a parlants àrabs, eren naturalment entre els mossàrabs originals. Un exemple destacat dels musulmans que es van convertir en mossàrabs a l'adoptar el cristianisme és el dirigent militar rebel i andalús Umar ibn Hafsun. Els mossàrabs d'origen musulmà eren descendents d'aquells musulmans que es van convertir al cristianisme, després de la conquesta de Toledo i potser també, després de les expedicions del rei Alfons I d'Aragó. Aquests mossàrabs d'origen musulmà, que es van convertir en massa a finals del segle xi, molts d'ells muladins (ètnics ibers prèviament convertits a l'islam) són totalment diferents dels mudèjars i els moriscs que es van convertir gradualment al cristianisme entre els segles xii i XVII. Alguns mossàrabs van ser fins i tot conversos de jueus sefardites que també van passar a formar part del medi mossàrab.
Els diferents enclavaments mossàrabs es localitzaven a les grans ciutats musulmanes, especialment a Toledo, Còrdova, Saragossa i Sevilla.

## Estat
Els cristians i els jueus van ser designats dhimmís sota la xaria (llei islàmica). Als dhimmís els van permetre viure dins de la societat musulmana, però es va exigir legalment que paguessin el jizya, un impost personal i s'adhereixen a una sèrie de restriccions religioses, socials i econòmiques que venien amb el seu estatus. Malgrat les seves restriccions, els dhimmís van ser plenament protegits pels governants musulmans i no van haver de lluitar en cas de guerra, perquè pagaven la jizya. A mesura que la naturalesa universal del dret romà va ser erosionada i substituïda per la llei islàmica en part de la península Ibèrica, la llei de sharia va permetre a la majoria dels grups ètnics del món islàmic medieval ser jutjats pels seus propis jutges, sota la seva pròpia llei: els mossàrabs tenien els seus propis tribunals i autoritats. Alguns d'ells fins i tot van mantenir alts càrrecs a l'administració islàmica sota alguns governants. Un exemple destacat és el de Rabi ibn Zayd, un oficial de palau que, entre 961 i 976, va escriure el famós Calendari de Còrdova per a Abd-ar-Rahman III, va emprendre diverses missions diplomàtiques a Germània i l'Imperi Romà d'Orient, i va ser recompensat amb el bisbat d'Elvira, l'actual Granada. A més, l'any 1064 l'emir al-Múqtadir de Saragossa va enviar Patern, el bisbe mossàrab de Tortosa, com a emissari al rei Ferran I de Lleó, a Santiago de Compostel·la, mentre que el cristià Abu-Úmar ibn Gundisalvus, un saqàliba, servia al mateix taifa com a wazir. Amb la posterior arribada dels almohades i almoràvids el fanatisme i l'integrisme islàmic s'estengueren, i els mossàrabs, a l'igual que els jueus, foren perseguits i hagueren de fugir als regnes cristians del nord on es fusionaren amb les poblacions cristianes locals i desaparegueren com a grup diferenciat amb la notable excepció de Toledo.